# Burak Kapacak
Burak Kapacak (* 8. Dezember 1999 in Osmangazi) ist ein türkischer Fußballspieler. Er steht seit August 2021 bei Fenerbahçe Istanbul unter Vertrag und ist in der Saison 2023/24 an Sivasspor ausgeliehen. Außerdem ist er ein ehemaliger Nachwuchsnationalspieler der Türkei.

## Karriere

### Verein
Kapacak begann mit dem Vereinsfußball 2012 in der Jugendabteilung von Tuna Gençlik Spor Kulübü und zog bereits im gleichen Jahr zum Nachwuchs von Altınsaban SK weiter. Im September 2014 wurde er vom Erstligisten seiner Heimat, vom Bursaspor, für die Nachwuchsmannschaften verpflichtet. In der Saison 2017/18 gab er mit 17 Jahren im September 2017 mit den U19-Junioren vom Bursaspor seine internationale UEFA-Vereinswettbewerbspielpremiere in der UEFA Youth League.
Im Frühjahr 2018 erhielt er einen Profivertrag und wurde fortan auch in den Mannschaftsplanungen der Profimannschaft vom Bursaspor berücksichtigt. In der Ligabegegnung vom 18. Mai 2018 gab er gegen Gençlerbirliği Ankara sein Süper-Lig-Profidebüt. In der Folgesaison verpasste er im Mai 2019 mit dem Bursaspor den Klassenerhalt und stieg in die zweitklassige TFF 1. Lig ab. In der Saison 2019/20 trug Kapacak als Flügelspieler mit seinen Torvorlagen zum Einzug seiner Mannschaft in die Aufstiegsplayoffs bei. Worin er mit seiner Mannschaft im Juli 2020 bereits im Playoff-Halbfinale ausschieden und damit den Wiederaufstieg verpassten.
Im August 2021 wechselte der 21-jährige Kapacak in der ersten Wechselperiode der Saison 2021/22 zum türkischen Erstligisten Fenerbahçe Istanbul und er erhielt dort einen Fünfjahresvertrag. In der Saison 2021/22 kam er in der Süper Lig als Einwechselspieler zu sporadischen Kurzeinsätzen. In der Folgesaison kam er bis Ende August 2022 zu einem Einsatz und dies in der Reservemannschaft vom Fenerbahçe in der semiprofessionellen Rezerv Lig (deutsch Reserveliga) der TFF. Später wechselte Kapacak im September 2022 auf Leihbasis für eine Saison zum Ligarivalen Fatih Karagümrük SK.

### Nationalmannschaft
Kapacak begann seine Nationalmannschaftskarriere im März 2016 mit drei Einsätzen für die türkische U-17-Nationalmannschaft. Anschließend spielte er für die U18- und U19-Nationalmannschaften seines Landes. Mit der türkischen U-19-Nationalmannschaft nahm er im Juli 2018 an der U-19-Europameisterschaft in Finnland teil und schied mit ihr in der Gruppenphase aus. Später im Herbst 2020 folgten auch Länderspieleinsätze für die Türkei U21.

## Erfolge
- Bursaspor U21
  - Türkischer U21-Meister: 2015/16[1]